# 莫尔多万卡
46°38′52″N 30°20′17″E / 46.64778°N 30.33806°E

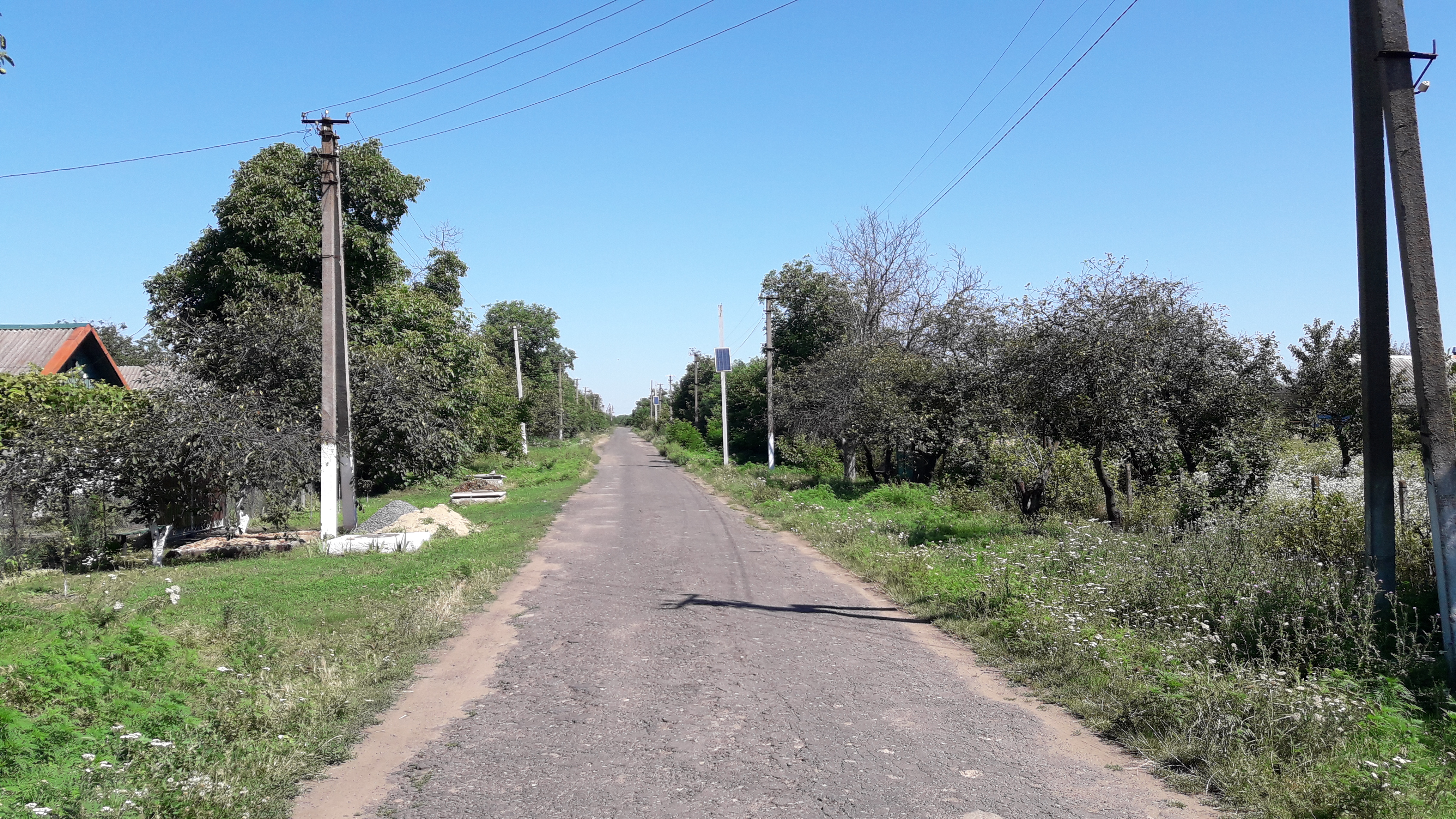
村里小路

莫尔多万卡（烏克蘭語：Молдованка），2024年9月前名为五月一日村（烏克蘭語：Перше Травня），是位於烏克蘭西南部的村莊，由敖德萨州羅茲迪利納區的羅茲迪利納市鎮負責管轄。該村始建於1920年，面積0.52平方公里，海拔高度96米，2001年人口174，人口密度每平方公里333.33人。
2024年9月19日，乌克兰最高拉达将此村的名字改为莫尔多万卡。